# Nirnsee Pál
Ajkai Nirnsee Pál (Győr, 1893. május 11. – Székesfehérvár, 1945. november 24.) magyar mezőgazdász, nagybirtokos, országgyűlési képviselő.

## Élete
Római katolikus, nagybirtokos családban született; apja Nirnsee Ferenc sertéskereskedő volt. Középiskoláit a győri főreáliskolában végezte, utána Magyaróváron, a bécsi Hochschule für Bodenkulturban és a halle-wittenbergi egyetem gazdasági fakultásán tanult tovább, oklevelet ez utóbbi egyetemen szerzett. Önkéntesi szolgálatát a 9. közös huszárezrednél teljesítette, az első világháborúban is ennek az ezrednek kötelékében vett részt; katonai érdemeiért több kitüntetésben részesült és mint tartalékos huszárfőhadnagy szerelt le.
A háború végét követően visszavonult gazdálkodni apja Veszprém vármegyei, Ajka környéki, körülbelül 2500 holdas nagybirtokára, majd saját, 2448 holdas zsófiapusztai gazdaságát vezette, amit mintagazdasággá fejlesztett. Juhászatának és szimentáli tehenészetének nemcsak Magyarországon, hanem külföldön is híre volt, tenyészkancáival pedig aranyérmet nyert. Fokozatosan bekapcsolódott vármegyéje közéletébe is: tagja volt a megye törvényhatósági bizottságának és a kisgyűlésnek és több közgazdasági, társadalmi intézményben és egyesületben vállalt vezető tisztségeket, elsősorban mezőgazdasági területen. Az 1935–1939-es törvényhozási ciklusban országgyűlési képviselőként is tevékenykedett, mandátumát a nagyvázsonyi választókerületben nyerte el, a Nemzeti Egység Pártja jelöltjeként. Világi elnöke volt az ajkai katolikus egyházközségnek.
1945. november 24.-én, Székesfehérváron, amikor egy szovjet ellenőrző ponton haladtak át, az egyik katona két lövést adott le a távozó kocsi után és megölte a politikust. A veszprémi székesegyház kriptájában nyugszik.